# Pyrellia
Pyrellia – rodzaj muchówek z rodziny muchowatych (Muscidae).

## Wybrane gatunki
- P. rapax (Harris, 1780)
- P. secunda Zimin, 1951
- P. vivida Robineau-Desvoidy, 1830